# Black Shark (смартфон)
Black Shark — ігровий смартфон від Black Shark, дочірньої компанії Xiaomi. Пристрій одержав ігровий дизайн, який має зручну форму для більшої зручності в горизонтальному положенні для ігор.

## Цікаві факти
Офіційно цей телефон продається тільки в КНР. Проте цей телефон розповсюдився на весь світ через Aliexpress. Дуже часто його купували для мобільних ігор або стрімінгу з телефона посилаючись на IT-news.

## Особливість
Це перший телефон який використовує рідине охолодження. Це можна побачити по задній частині корпуса посилаючись на характеристики телефона.

## Характеристики[1]
| Виробник :                 | Xiaomi                                          |
| Лінійка:                   | Black Shark                                     |
| Тип:                       | Смартфон                                        |
| Попередньо встановлена ОС: | Android 8.1                                     |
| Оперативна пам'ять, ГБ:    | 6/8                                             |
| Вбудована пам'ять, ГБ:     | 64/128                                          |
| Слот розширення:           | немає                                           |
| Тип SIM-карти:             | Nano-SIM                                        |
| Кількість SIM-карт:        | 2                                               |
| Процесор:                  | Qualcomm SDM845 Snapdragon 845 + GPU Adreno 630 |
| Кількість ядер:            | 8                                               |
| Частота, GHz:              | 4х2,8 + 4х1,8                                   |
| Акумулятор:                | Li-Pol, 4000 мАч (незнімний)                    |
| Діагональ, дюйми:          | 5,99                                            |
| Роздільна здатність:       | 2160x1080                                       |
| Основна камера, Мп:        | 12 (f / 1,8) + 12 (f / 2,4)                     |
| Фронтальна камера, Мп:     | 20 (f / 2,2)                                    |
| Розміри, мм:               | 161.6x75.4x9.3                                  |
| Вага, г:                   | 190                                             |
| Матеріал корпусу:          | алюміній                                        |